# Diplomatische Dokumente der Schweiz

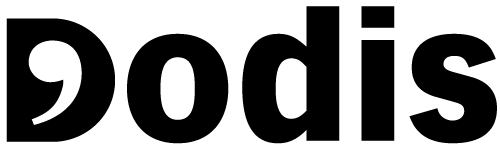
Logo Dodis/dodis.ch

Die Forschungsstelle Diplomatische Dokumente der Schweiz (Dodis) ist ein Institut der Schweizerischen Akademie der Geistes- und Sozialwissenschaften zur Geschichte der schweizerischen Aussenpolitik und zu den internationalen Beziehungen der Schweiz. Das Projekt umfasst die Online-Datenbank Dodis, eine mehrbändige Aktenedition in Buchform, eine Bibliografie zur Geschichte der schweizerischen Aussenpolitik sowie die Publikationsreihe Quaderni di Dodis.

## Zielsetzung
Im Unterschied zu anderen Akteneditionen zur Aussenpolitik ist Dodis kein staatlich kontrolliertes Projekt, sondern ein Produkt der freien Forschung. Die Forschungsgruppe wählt die Dokumente nach unabhängig definierten Kriterien aus und ist allein wissenschaftlichen Grundsätzen verpflichtet. Die Forscher wollen mit der Auswahl der Dokumente die internationalen Beziehungen der Schweiz in ihren Grundzügen und unter Erhalt ihrer vielfältigen Aspekte nachzeichnen. Die Grundlagenforschung von Dodis soll Historikern einen Einstieg in einen spezifischen Themenbereich oder den Überblick über grössere Prozesse erleichtern.

## Organisation
Die Diplomatischen Dokumente der Schweiz sind ein Institut der Schweizerischen Akademie der Geistes- und Sozialwissenschaften (SAGW) und stehen unter dem Patronat der Schweizerischen Gesellschaft für Geschichte (SGG). Unterstützt wird das Projekt zudem vom Schweizerischen Bundesarchiv (BAR), wo sich die Forschungsstelle befindet, sowie vom Eidgenössischen Departement für auswärtige Angelegenheiten (EDA). Direktor der Forschungsstelle Dodis ist Sacha Zala. Wissenschaftlich begleitet wird er von der Kommission für die Veröffentlichung diplomatischer Dokumente der Schweiz unter der Leitung von Madeleine Herren. Die Forschungsstelle engagiert sich im International Committee of Editors of Diplomatic Documents (ICEDD).

## Geschichte
1972 ergriff eine Gruppe von Historikern die Initiative zur Veröffentlichung von Dokumenten für das Studium der schweizerischen Aussenpolitik und der internationalen Beziehungen der Schweiz. Zwischen 1979 und 1997 erschienen fünfzehn Bände, die den Zeitraum von 1848 bis 1945 abdecken. Jeder Band wurde von einer Forschungsgruppe einer Schweizer Universität betreut. Mitte der 1990er Jahre wurde das Projekt umstrukturiert: Im Zuge der Planung der zweiten Serie der DDS und der Konzipierung einer Online-Datenbank ging man dazu über, die wechselnden Forschungsteams durch eine permanente Forschungsstelle mit fest zugeteilten Mitarbeitern abzulösen. Mit Beginn der Arbeit an der zweiten Serie der DDS für den Zeitraum von 1945 bis 1989 ging 1997 die Internet-Datenbank Dodis online. Die SAGW hat im Januar 2000 die Finanzierung und Administration des Projektes übernommen. Zuvor wurden die DDS zu einem grossen Teil vom Schweizerischen Nationalfonds zur Förderung der wissenschaftlichen Forschung (SNF) finanziert.

## Produkte

### Online-Datenbank Dodis
Dodis ist die Online-Datenbank der Diplomatischen Dokumente der Schweiz (Dodis). Sie enthält tausende digitalisierter Dokumente zu den internationalen Beziehungen der Schweiz, hauptsächlich aus dem Schweizerischen Bundesarchiv. Dazu kommen Metadaten zu Personen und Organisationen der internationalen und Schweizer Geschichte, zu geografischen Orten und thematische Schlagwörter. Dodis zeigt die Dokumente als Bild (Scan als PDF). Permalinks zu den Dokumenten beginnen mit https://dodis.ch/, es folgt die Dokumentnummer (z. B. dodis.ch/36251) oder bei Themendossiers ein T und eine Nummer (siehe Thematisches Verzeichnis).

### Bände DDS
Die gedruckte Edition Diplomatische Dokumente der Schweiz (DDS) ist das Kernstück der Grundlagenforschung zur Geschichte der schweizerischen Aussenbeziehungen. Die mehrbändige Aktenedition soll die Grundzüge, die Leitlinien und fundamentalen Gegebenheiten der internationalen Beziehungen der Schweiz illustrieren. Abgedruckt werden darum vornehmlich Texte, die eine generelle Ausrichtung der schweizerischen Aussenbeziehungen erkennen lassen oder die zu einem gegebenen Zeitpunkt diese Orientierung nachhaltig beeinflussten. In den Jahren 1979 bis 1997 wurde eine die Zeitspanne zwischen 1848 und 1945 abdeckende erste Serie von 15 Bänden publiziert. Diese wurden retrodigitalisiert und rückwirkend in die Online-Datenbank integriert. Die zweite Serie von 1945 bis 1989 umfasst ebenfalls 15 Bände. Band 24 wurde 2012 von Sacha Zala im Chronos Verlag, Zürich, veröffentlicht und umfasst den Zeitraum vom 1. Januar 1967 bis zum 31. Dezember 1969. Im Mai 2014 erschien Band 25, der den Zeitraum von 1970 bis 1972 umfasst, 2018 folgte der Band 26 mit dem Zeitraum 1973 bis 1975. Im Jahr 2022 erschien mit Band 27 der vorerst letzte Band der «klassischen» DDS-Edition, der die Jahre 1976–1978 umfasst. Die Finanzierung des Bandes 28 über den Zeitraum der Jahre 1979–1982 ist noch nicht gesichert. Seit 2021 erscheint zudem jeweils am 1. Januar jedes Jahres ein DDS-Band, der jeweils ein Jahr umfasst, und zwar die neuesten im Bundesarchiv zugänglichen Akten, die sich nunmehr ausserhalb der Schutzfrist von 30 Jahren befinden. Die Forschungsgruppe kann jeweils aufgrund von Einsichtsgesuchen bereits vor dem Ablauf der 30-jährigen Schutzfrist auf die Dokumente im Bundesarchiv zugreifen. Diese bislang vier aktuellen Bände zu den Jahren 1990, 1991, 1992 und 1993 sind als Online-Edition in verschiedenen Dateiformaten sowie als gedruckte Version auf Amazon verfügbar. Der neuste Band zum Jahr 1993 wurde an einer Vernissage am 3. Januar 2024 vorgestellt, wobei auch der in zahlreichen Dokumenten erwähnte Bundesrat – und Bundespräsident 1993 – Adolf Ogi anwesend war. In der Aktenedition taucht unter anderem eine persönliche Gesprächsnotiz Ogis über das unübliche Treffen mit Bundeskanzler Helmut Kohl «unter acht Augen» (drei Schweizer Bundesräte und Helmut Kohl ohne weiteren Beamte) auf, die für die von Ogi eingefädelte rege Besuchsdiplomatie der Schweizer Minister anschliessend an die gescheiterte Abstimmung über den Beitritt zum EWR steht.

### Bibliographie zur Geschichte der schweizerischen Aussenpolitik
Die Bibliographie zur Geschichte der schweizerischen Aussenpolitik bietet eine umfassende Zusammenstellung wissenschaftlicher Publikationen (Monografien, wissenschaftliche Artikel, akademische Arbeiten) sowie der bedeutendsten nichtwissenschaftlichen Publikationen, welche sich mit den Aussenbeziehungen der Schweiz von 1848 bis heute befassen.

### Quaderni di Dodis
Die Quaderni di Dodis sind eine Publikationsreihe der Forschungsgruppe Dodis. Die Manuskripte der Reihe werden mittels eines Doppelblindverfahrens begutachtet. Bisher erschienen sind: Band 1 von Antoine Fleury und Sacha Zala (Hrsg.) mit Beiträgen zu Wissenschaft und Aussenpolitik (anlässlich des 50. Jubiläums der Schaffung des ersten Postens eines Schweizerischen Wissenschaftsattachés), Band 2 von Bernd Haunfelder zur politischen Korrespondenz der schweizerischen Botschaft in der Bundesrepublik Deutschland 1956–1963, Band 3 von Timothée Feller zu der jährlichen Botschafterkonferenz 1945–1961, im Oktober 2014 Band 4 von Bernd Haunfelder zur politischen Berichterstattung der schweizerischen Vertretung in Wien 1938–1955 und im November 2015 Band 5, SOS Biafra, von Dominik Matter zu den schweizerischen Aussenbeziehungen im Spannungsfeld des Bürgerkriegs in Nigeria. Im Dezember 2016 erschien mit Christiane Sibilles «Harmony must dominate the world» (Band 6) zu internationalen Organisationen und Musik in der ersten Hälfte des 20. Jahrhunderts die erste Dissertation in der Reihe. 2017 folgten die italienischsprachige Arbeit Ivo Rogics «Diplomazia e ‹rivoluzione›» über die Schweiz, Guatemala, Kuba und Chile (Band 7) und Thomas Bürgissers «Wahlverwandtschaft zweier Sonderfälle im Kalten Krieg» (Band 8) zu den Beziehungen zwischen der Schweiz und dem sozialistischen Jugoslawien im Kalten Krieg.
Alle Bände können sowohl als Print (Soft- und Hardcover) bestellt als auch in verschiedenen E-Book-Formaten kostenfrei heruntergeladen werden.